# Dark Avenger
Dark Avenger (укр. Темний Месник) — псевдонім вірусописця з Софії, Болгарії. Став відомим на початку 1990-х, через широку розповсюдженість вірусів його авторства, які поширилися не лише в його країні, але й в усій Європі, сягнувши навіть Сполучених Штатів. Один з першопроходців використання техніки поліморфізму.

## Передумови й витоки
Наприкінці 1980-х та на початку 1990-х персональні комп'ютери були рідкістю в Болгарії й лише забезпечені громадяни мали його. Проте, Болгарія мала потужну галузь комп'ютерної техніки, яка спеціалізувалася в наданні великої кількості ПК для освітньої мети. Тому чимало шкіл та університетів отримали комп'ютери, та було розповсюдженим вивчення інформатики. Це сприяло зміні ставлення до комп'ютерів серед молоді.
У квітні 1988 року болгарський фаховий комп'ютерний журнал 'Компютър за Вас' випустив статтю, яка роз'яснювала в подробицях природу комп'ютерних вірусів та навіть методи їхнього написання. Декілька місяців потому, Болгарію «відвідали» декілька закордонних вірусів, які називалися «Vienna», «Ping Pong» та «Cascade». Зацікавлення, породжене статтею та пришлими вірусами було величезним і незабаром молоді болгарські програмісти почали шукати шляхи розробки власних вірусів.
Невдовзі почалася хвиля болгарських вірусів. Першими її представниками були «Old Yankee» та «Vacsina». Dark Avenger зробив свою першу роботу навесні 1989.

## Віруси
Перший вірус Dark Avenger'а вийшов на початку 1989 й містив повідомлення «This program was written in the city of Sofia (C) 1988-89 Dark Avenger». Часто, цей вірус називають «Dark Avenger», тобто за псевдонімом автора.
Він був дуже заразним: якщо вірус був активний в пам'яті відкриття чи навіть копіювання виконуваного файлу було достатньо, щоб заразити його. Окрім цього, вірус також знищував дані, переписуючи випадкові сектори диска при кожному шістнадцятому запуску інфікованої програми, поступово знищуючи файли та директорії на диску. Пошкоджені файли містили повідомлення «Eddie lives… somewhere in time!» — можливо це відсилка до альбому Iron Maiden'ів, «Somewhere in Time». Завдяки своїй заразній природі вірус поширився світом, досягши Східної Європи, СРСР, Сполучених Штатів та навіть Східної Азії. Він навіть отримав помірні згадки у Нью-Йорк таймс та The Washington Post.
Після цього вірусу були інші, кожен з яких використовував новий хитрий трюк. Dark Avenger'а вважають автором наступних вірусів: Dark Avenger, V2000 (дві версії), V2100 (дві версії), 651, Diamond (дві версії), Nomenklatura, 512 (шість версій), 800, 1226, Proud, Evil, Phoenix, Anthrax, Leech. Головним засобом розповсюдження початкових кодів своїх вірусів, Dark Avenger використовував відомі BBS.
У своїх різновидах, віруси також містили нижченаведені рядки:
- «Zopy (sic) me — I want to travel»
- «Only the Good die young…»
- «Copyright (C) 1989 by Vesselin Bontchev»

З технічної точки зору, найбільш характерною особливістю деяких вірусів Dark Avenger'а був поліморфний рушій, Mutation Engine (MtE). MtE здатний бути пов'язаним з простим вірусом з метою отримання поліморфних дескрипторів. Звісно, що Dark Avenger не самостійно винайшов поліморфізм, бо він вже був передбачений Фредом Коганом й пізніше реалізований на практиці Марком Вашбурном в його вірусі 1260 в 1990 році. Не пройшло й року як віруси Dark Avenger почали використовувати поліморфний код.
Dark Avenger часто атакував болгарського антивірусного дослідника Весселіна Бончева. Такими атаками були віруси V2000 і V2100, що містили текст з «авторством» Веселіна, з метою його дискредитації. Цей «конфлікт» змусив багатьох повірити, що Бончев та Dark Avenger навмисне «просували» один одного, або вони навіть могли бути однією особою.
В той час дії Dark Avenger'а не розглядалися як злочин через те, що Болгарія не мала законів з захисту інформації.

## Особистість
Особа людини, яка ховалась за псевдонімом не було встановлено. Проте, багато може бути виведено з допомогою вивчення деталей вірусів. Окрім того, Dark Avenger дав інтерв'ю Сарі Ґордон, яке містить викриваючу інформацію. Деякі сучасники Dark Avenger, в основному Веселін Бончев, також проливають світло на його особистість.
Якщо Dark Avenger пов'язаний з певним ім'ям, то існують два основних кандидати. Перший це сам Весселін Бончев, який, можливо, брехливо вдавав із себе «Dark Avenger» заради самореклами. Інший кандитат — Тодор Тодоров, який був студентом Болгарської Національної Школи з Математики. У школі він виявляв підвищений інтерес до програмування вірусів та навіть утримував власну BBS з метою поділитися ними. Антон Іванов, шкільний товариш Тодорова, двозначно натякнув на можливість того, що Тодоров це і є Dark Avenger.
Dark Avenger, можливо, був шанувальником хеві-метал. Повідомлення Eddie lives…somewhere in time, яке друкував вірус, звертає на це увагу. Едді це ім'я Маскота хеві метал гурту Iron Maiden. Окрім того, Somewhere in Time є назвою їхнього шостого альбому. А в своєму інтерв'ю з Сарою Гордон, Dark Avenger заявив, що назвав себе за «старою піснею»; Manowar (також хеві метал гурт) має пісню, яка зветься Dark Avenger, в їхньому дебютному альбомі Battle Hymns.

## Інтерв'ю з Сарою Ґордон
Одна з жертв вірусів Dark Avenger'а була Сара Ґордон, дослідниця комп'ютерної безпеки. Ґордон зацікавилася вірусом PingPong, якого вона отримала з щойно придбаним комп'ютером та приєдналася до BBS вірусописців в пошуках додаткової інформації. Там вона випадково натрапила на Dark Avenger'а, який був затятим відвідувачем подібних BBS. Вони вступили в контакт й підтримували зв'язок через електронну пошту добрих декілька років. Зрештою, Сара Гордон склала з більшості тих електронних листів імпровізоване інтерв'ю.
Інтерв'ю дозволяє краще зрозуміти особистість Dark Avenger'а і його мотиви та містить цінну інформацію. Dark Avenger раніше заявляв кілька разів, що «знищення даних приносе задоволення» та «подобається знищувати роботу інших людей». Проте, у цьому інтерв'ю, він зізнається, що шкодує про свої дії і що вони були неправильні. Відвертість, з якою Dark Avenger балакав із Сарою Ґордон, викриваючи себе, змусило багатьох повірити, що він був дуже прихильний до неї. Це навіть дійшло до того, що він присвятив Сарі Ґордон один зі своїх вірусів.
Деякими вірусописцями було висловлено припущення, що особистість Dark Avenger була соціальним дослідом та Ґордон сама була об'єктом дослідження, доки допомагала створювати міф. Інші припускали, що вона і була Dark Avenger. Насправді, її робота є основою наукових/академічних праць на цю тему.

## Цікавинки
- Вірус Dark Avenger (однойменний з його автором) потрапив з Європи до Сполучених Штатів через (піратські) ігри
- На час написання свого першого вірусу DA не мав власного модема й не тримав зв'язок з хакерською спільнотою
- На думку DA, його перший вірус настільки погано написаний, що неможливо було уявити поширення вірусу за межі міста (Софія, Болгарія).

## Виноски
1. 1 2 3 4 5  The Bulgarian and Soviet Virus Factories: How the story began. Архів оригіналу за 10 грудень 2008. Процитовано 11 липень 2013.
2. ↑  The Bulgarian and Soviet Virus Factories: The first Bulgarian virus. Архів оригіналу за 10 грудень 2008. Процитовано 11 липень 2013.
3. 1 2  Архівована копія. Архів оригіналу за 10 жовтня 2014. Процитовано 11 липня 2013.{{cite web}}:  Обслуговування CS1: Сторінки з текстом «archived copy» як значення параметру title (посилання)
4. ↑  The Bulgarian and Soviet Virus Factories: The Dark Avenger. Архів оригіналу за 10 грудень 2008. Процитовано 11 липень 2013.